# Paspalum cordaense
Paspalum cordaense är en gräsart som beskrevs av Jason Richard Swallen. Paspalum cordaense ingår i släktet tvillinghirser, och familjen gräs. Inga underarter finns listade i Catalogue of Life.